# 中後閑
中後閑（なかごかん）は、群馬県安中市の地名。郵便番号は379-0107。面積は3.71km2(2010年現在)。

## 地理
碓氷川支流の九十九川に注ぐ後閑川下流域に位置している。

### 河川
- 後閑川

## 歴史
江戸時代頃からある地名で、安中藩領だった。後閑村時代は郵便局、農協、公民館などがあり、中心地であった。

### 年表
- 1889年4月1日 町村制施行により、中後閑村は下後閑村、上後閑村と合併して後閑村が成立する。
- 1955年3月1日 後閑村は、（旧）安中町、秋間村、磯部町、原市町、板鼻町、岩野谷村、東横野村と合併して安中町となる。そのため、安中町中後閑となる。
- 1958年11月1日 市制施行により、安中町は安中市となる。そのため安中市中後閑となる。

## 世帯数と人口
2017年（平成29年）7月31日現在の世帯数と人口は以下の通りである。
| 大字   | 世帯数  | 人口  |
| ------ | ------- | ----- |
| 中後閑 | 270世帯 | 671人 |

## 教育
市立小・中学校に通う場合、学区は以下の通りとなる。
| 番地 | 小学校             | 中学校             |
| ---- | ------------------ | ------------------ |
| 全域 | 安中市立後閑小学校 | 安中市立第二中学校 |

## 交通

### 鉄道
同町に鉄道駅はない。

### 道路
国道は通っていない。県道は群馬県道122号八本松松井田線、群馬県道125号一本木平小井戸安中線、群馬県道216号長久保郷原線が通っている。

## 施設
- 安中後閑郵便局
- 安中警察署中後閑駐在所
- 安中市後閑公民館
- 後閑城址公園
- 中後閑神社

## 避難所
指定緊急避難場所
- 中後閑ふれあいセンター（旧９区集会所）[6]
- 11区公会堂 (低地にあるため水害時の避難には注意が必要とされている。また避難スペース狭小。)
- 12区公会堂 (低地にあり、北側が崖なため水害時、土砂災害時の避難には注意が必要とされている。)
- 14区公会堂 (内水氾濫に注意が必要とされている。)

指定避難所
- 後閑公民館[7]

対象地区:後閑3～5区